# Libnotes (Libnotes) libnotina
Libnotes (Libnotes) libnotina is een tweevleugelige uit de familie steltmuggen (Limoniidae). De soort komt voor in het Afrotropisch gebied.